# Инструментальные методы анализа
Инструментальные методы анализа — количественные аналитические методы, для выполнения которых требуется электрохимическая, оптическая, радиохимическая и иная аппаратура. К инструментальным методам анализа обычно относят:
- электрохимические методы — потенциометрию, полярографию, кондуктометрию и др.;
- методы, основанные на испускании или поглощении излучения,— эмиссионный спектральный анализ, фотометрические методы, рентгеноспектральный анализ и др.;
- масс-спектральный анализ;
- методы, основанные на измерении радиоактивности.

Имеются и другие инструментальные методы анализа.